# Attaque de la prison de Béni
Guerre du Kivu
L'attaque de la prison de Béni est un assaut lancé par les Forces démocratiques alliées (FDA), contre la prison de Beni, au cours duquel plus de 1 300 prisonniers se sont évadés. L'attaque a été revendiquée par l'État islamique, auquel sont affiliées les FDA.

## Contexte
La prison Kangbayi est située dans la périphérie sud-ouest de la ville de Beni. Elle est cernée par deux positions des Forces armées de la république démocratique du Congo (FARDC), l’une à cent mètres, l’autre à cinq cent mètres. Beni abrite également la base militaire de l’Opération Sukola 1 et l’aéroport de Mavivi où se trouvent positionnés des aéronefs militaires de la Mission de l'Organisation des Nations unies pour la stabilisation en république démocratique du Congo (MONUSCO).
La prison a une capacité de 500 personnes, mais s’étaient retrouvée avec près de 1.500 détenus, dont des personnes soupçonnées d’être impliquées dans les massacres, des soldats FARDC soupçonnés de complicité avec l’ennemi, les suspects dans l’assassinat d’un médecin camerounais de la riposte Ebola, des membres présumés des Forces démocratiques alliés (FDA), de milices maï-maï, et des délinquants ordinaires.
Une bonne partie de ces détenus, notamment de nombreux présumée FDA devaient comparaître aux audiences de la cour militaire à partie du 26 octobre 2020.
Plusieurs mois auparavant, le porte parole de l'État islamique, Abu Hamza al-Qurashi, déclare dans un message audio que le nouveau calife donne l'ordre à toutes les wilayats, notamment celle d'Afrique Centrale de « briser les murs » des prisons et de libérer tout musulmans des prisons des « Infidèles » ,

## Déroulement
Le 20 octobre 2020, vers 4 heures du matin, des rebelles liés à l'État islamique attaquent la prison de Kangbayi près de la ville de Beni.
Les djihadistes attaquent en premier lieu une base militaire de l'armée congolaise près de la prison, selon des sources sécuritaires, plusieurs militaires auraient perdu la vie .
Parallèlement, un autre groupe attaque la prison de Kangbayi, les assaillants font sauter les portes de la prison. Les gardes de la prison n'offrent aucune résistance. Les prisonniers s'échappent de la prison .
Selon plusieurs sources officielles, la prison centrale de Kangbayi comptait 1447 détenus au moment de l'attaque. Selon le directeur de la prison, cité par Kivu Security Tracer, les détenus étaient des combattants des Forces démocratiques alliées, des membres de milices Maï-Maï et des soldats des Forces armées congolaises (FARDC). Selon la même source, seuls 145 détenus ne se sont pas enfuis de la prison.

## Revendication
L'attaque est très rapidement revendiquée par l'État islamique au nom de sa province d'Afrique centrale. Le groupe revendique « la destruction des remparts de la prison de Kangbayi et la libération de centaines de musulmans ».